# Allopauropus minusculus
Allopauropus minusculus är en mångfotingart som beskrevs av Imre Loksa 1966. Allopauropus minusculus ingår i släktet småfåfotingar, och familjen fåfotingar. Inga underarter finns listade i Catalogue of Life.